# فريتس بولكيستين
فريدريك " فريتس " بولكستين (4 أبريل 1933 - 17 فبراير 2025)، هو سياسي ومُنظر هولندي، شغل منصب زعيم حزب الشعب من أجل الحرية والديمقراطية (VVD) من عام 1990 إلى عام 1998 والمفوض الأوروبي للسوق الداخلية من عام 1999 حتى عام 2004 في عهد رومانو برودي.